# Giulio Antonio Santori
Giulio Antonio Santori (Caserta, 6 de junho de 1532 - Roma, 9 de maio de 1602) foi um cardeal italiano da Igreja Católica, que serviu como Grão-Inquisidor da Sacra Congregação da Romana e Universal Inquisição e como Penitenciário-mor.

## Biografia inicial
Nasceu em Caserta em 6 de junho de 1532. De família nobre, era filho de Leonardo Santorio e Carmosina Baratucci. Seu sobrenome também está listado como Santori. Ele foi denominado Cardeal Santaseverina.
Santori foi destinado ao clero por sua mãe, cujo exemplo de austera devoção e férrea disciplina teria influenciado profundamente sua vida. Recebeu sua primeira educação em Teano, onde recebeu a tonsura em 26 de dezembro de 1540. Enviado para estudar em Nápoles em 1547, testemunhou a revolta contra a Inquisição, da qual gostaria de fazer uma crônica, mas os estilhaços de um tiro de canhão atingiram-no no crânio, dos quais ele teria levado marcas indeléveis. Ele voltou a Nápoles em 1548 e fez estudos de direito na Universidade de Nápoles, onde se doutorou in utroque iure, em direito canônico e civil. Em 1552, a doença do pai o obrigou a retornar a Caserta, onde tentou concluir o Pro confutatione articulorum et haeresum moderniorum haereticorum et pseudoapostolorum, prova de competência doutrinária e atração para a profissão de Inquisidor. Em 21 de dezembro, ele recebeu as ordens menores na igreja da Anunciação em Nápoles.
Formado em 1553, também exerceu a advocacia em Roma até 1556. Dos casos de heresia de Galeazzo Caracciolo, Giulia Gonzaga, Mario Galeota, dos círculos valdenses, ele coletou notas minuciosas no De persecutionis hæreticæ pravitatis historia, demonstrando um senso de documentação e representação histórica do Santo Ofício.

## Sacerdócio
Em suas viagens entre Nápoles e Roma, ele exorcizou camponesas espirituosas e pegou em armas, como em Gaeta, na primavera de 1556, no alarme por um avistamento de otomanos. Ordenado sacerdote em 1 de janeiro de 1557, foi-lhe confiada a paróquia de Sant'Orso d'Ercole em Caserta. Em 1559 foi nomeado vigário do bispo Agapito Bellomo e encarregado da Inquisição diocesana.
Foi vigário-geral de Caserta, entre 1560 e 1563, quando se tornou vigário-geral do cardeal Alfonso Carafa, arcebispo de Nápoles, por um ano. Foi membro da Inquisição em Caserta, Nápoles e Roma. Acusado de conspirar para atentar contra a vida do Papa Pio IV, foi absolvido e reabilitado com o apoio dos Cardeais Carlo Borromeo e Michele Ghisleri, O.P. Nomeado camareiro particular e consultor do Santo Ofício do Papa Pio V.

## Episcopado
Eleito arcebispo de Santa Severina em 6 de março de 1566, foi consagrado em 12 de março seguinte, na Capela Paulina do Palácio Apostólico, pelo cardeal Scipione Rebiba, patriarca titular de Constantinopla, coadjuvado por Annibale Caracciolo, bispo de Isola, e por Giacomo de Giacomelli, bispo emérito de Belcastro.

## Cardinalato
Foi criado cardeal-presbítero no consistório de 17 de maio de 1570, recebendo o chapéu vermelho e o título de São Bartolomeu na Ilha Tiberina, em 9 de junho seguinte.
Ele começou a manter diários de suas audiências com o Papa (Libri delle mie private udienze). Acrescentou à compilação dos Libri o dos Diários Consistoriais, fontes de interesse primário para a história da Cúria Romana e por integrar o perfil da atividade e visão de Santori, não circunscrita ao Santo Ofício, e animada pela ideia de que o tribunal da fé deveria constituir o escritório central doutrinário e político da Igreja.
Quando cardeal, Pio V o quis na Congregação para os Bispos e Regulares, e o confirmou no Santo Ofício, onde contribuiu para a conclusão do julgamento do primaz da Espanha Bartolomé Carranza, sobre o qual reuniu extensa documentação (Processus in causa Toletana). Santori não participou, em maio de 1572, do conclave de Gregório XIII, por estar doente. O Papa Gregório XIII, sucessor de Pio V, o respeitava muito e permitia que ajudasse seus familiares, não sem algum escrúpulo, motivado pela comparação com o admirado modelo de vida de seu antecessor.
Foi Abade da abadia de Beato Anastasio di Carbone, diocese de Anglona e Tursi, recebendo suas rendas. Gregório XIII confiou-lhe as relações com o patriarcado grego e com a Igreja copta, com a reforma dos mosteiros basilianos, com a fundação em Roma dos colégios grego e armênio. Por proposta do próprio Santori, em 1573 o papa instituiu, cooptando-a, a Congregação para os Gregos da Itália, destinada à "redução" das comunidades gregas do sul da Itália.
O papa também colocou a Congregação para o Expurgo dos livros judaicos sob sua supervisão e, em 1584, instou-o a concluir o já em andamento Rituale sacramentorum Romanum, no qual o cardeal esbanjou sua cultura litúrgica e do qual algumas cópias permaneceram impressas naquele ano. Sob o Papa Sisto V, no entanto, a edição foi suspensa e Santori, que estava quase terminando, morreria antes de ser publicado. O ritual de Paulo V, no entanto, reconheceu sua obra, a Rituale romanum Pauli V P.M. iussu editum, de 1617.
Durante o papado de Sisto V a ação inquisitorial de Santori foi exercida no contexto da renovada influência do Santo Ofício, do qual o papa estabeleceu velhas e novas competências na bula Immensa æterni Dei (1585), e Santori foi nomeado Grão-Inquisidor em 1587.
Participou dos processos por heresia contra o cardeal Giovanni Morone, os filósofos Giordano Bruno e Tommaso Campanella e o rei Henrique IV da França. Em 25 de novembro de 1584, consagrou a igreja jesuíta Gesù, em Roma. Foi Camerlengo do Sacro Colégio dos Cardeais entre 9 de janeiro de 1589 e 8 de janeiro de 1590.
O Papa Clemente VIII ofereceu-lhe a Sé de Nápoles ou Penitenciária Apostólica e ele escolheu o posto de Penitenciário-Mór em 8 de fevereiro de 1592; substituiu o novo papa naquele cargo, ocupando-o até sua morte. Optou pelo título de Santa Maria em Trastevere em 20 de fevereiro de 1595. Optou pela ordem dos cardeais-bispos e pela sé suburbicária de Palestrina em 18 de agosto de 1597.

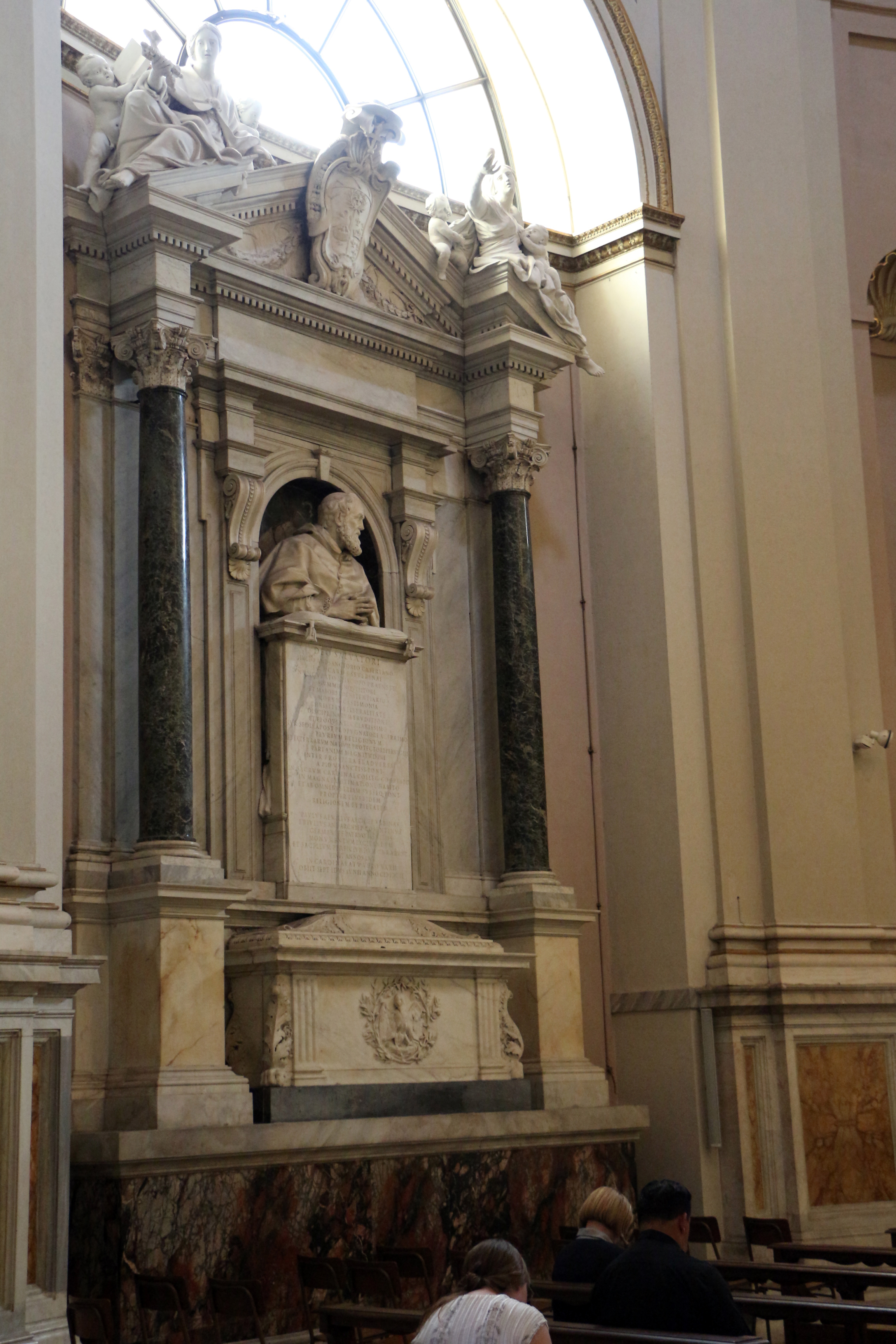
Visão do monumento mortuário do Cardeal Santori.

Foi nomeado presidente da Congregação super negotiis Sancta Fidei et Religionis Catholicæ, instituída em 1599, que é considerada como precursora da Sagrada Congregação de Propaganda Fide. Ele escreveu numerosas obras litúrgicas, históricas e de direito canônico, bem como seus diários, parcialmente publicados, e sua autobiografia, publicada em 1889-1890.
Santori morreu em Roma em 7 de junho de 1602 e foi sepultado na basílica de Santi Giovanni Battista ed Evangelista. O monumento sepulcral, em cuja lápide Santori é lembrado como o Inquisidor-mor, é encimado pelo busto do cardeal rezando, escultura de Giuliano Finelli (1633-34), colocado na capela por ele encomendada por volta de 1660 a Onorio Longhi (atual Capela das Graças ou da Adoração). A notícia de sua morte foi acompanhada pelo boato de que Santori falecera endividado e que o ônus de quitar as dívidas pendentes e concluir as obras da capela cairia sobre seu sobrinho Paolo Emilio. O sobrinho também herdou a biblioteca, que legou à Biblioteca do Vaticano em 1635.

#### Conclaves
- Conclave de 1572 - não participou da eleição do Papa Gregório XIII por estar doente.[2]
- Conclave de 1585 - participou da eleição do Papa Sisto V.
- Primeiro conclave de 1590 - participou da eleição do Papa Urbano VII.
- Segundo conclave de 1590 - participou da eleição do Papa Gregório XIV.
- Conclave de 1591 - participou da eleição do Papa Inocêncio IX.
- Conclave de 1592 - participou da eleição do Papa Clemente VIII.